# Laura Verónica Muñoz
Laura Verónica Muñoz Aguilar is een Colombiaans klimaatactiviste.
Muñoz is een ecofeministe die betrokken was bij het opbouwen van de Colombiaanse en Latijns-Amerikaanse klimaatboodschap. Ze maakt deel uit van Fridays for Future Bogota, Pacto X El Clima en Unite For Climate Action, en werkte in 2021 bij Grow Ahead ter ondersteuning van door de gemeenschap geleide agroforestry-projecten.

## Biografie
Muñoz studeerde van 2014 tot 2018 aan de Universidad de La Sabana waar ze afstudeerde in audiovisuele communicatie en multimedia en vervolgens Education, Gender and International Development aan het University College London waar ze in 2022 een Master of Arts behaalde.

## Activisme
Muñoz was in 2019 een van de jonge mensen die de oprichting van de Fridays for Future-beweging in Colombia leidde. Ze is mede-oprichter van de ngo Pacto X El Clima, waarin ze samenwerkt met gemeenschappen van Cómbita, Boyacá om het land te regenereren, gewassen te verbeteren, afzetmogelijkheden voor inheemse aardappelen te vinden en gebieden te herbebossen.
Begin september 2020 drongen Mitzi Jonelle Tan (Youth Advocates for Climate Action Philippines), Disha Ravi (Fridays For Future India), Laura Veronica Muñoz (Fridays For future Colombia), Nicole Becker en Eyal Weintraub (Jóvenes por El Clima Argentina) namens een generatie jonge klimaat- en milieuactivisten er bij alle openbare financiële instellingen die in november 2020 bijeenkwamen op de Finance in Common Summit op aan om een deadline vast te stellen om te stoppen met het financieren van fossiele brandstoffen.
In december 2020 maakte Muñoz deel uit van een wereldwijde groep van negen vrouwelijke en non-binaire activisten die een brief aan de wereldleiders publiceerden op Thomson Reuters Foundation News, getiteld "As the Paris Agreement on Climate Change marks five years, urgent action on climate threats is needed now" ("Aangezien het Akkoord van Parijs over klimaatverandering al vijf jaar oud is, zijn er nu dringende acties nodig op het gebied van bedreigingen voor het klimaat"). De internationale groep omvatte ook Mitzi Jonelle Tan (Filipijnen), Belyndar Rikimani (Salomonseilanden), Leonie Bremer (Duitsland), Sofía Hernández Salazar (Costa Rica), Fatou Jeng (Gambia), Disha Ravi (India), Hilda Flavia Nakabuye (Oeganda) en Saoi O'Connor (Ierland).
Op 2 maart 2021 bracht ze een speech op de kick-off van het online event The Road to Glasgow, een organisatie van de Belgische ngo 11.11.11.
Muñoz was in november 2022 ook aanwezig op COP27 in Egypte.